# سفارت ایرلند در توکیو
سفارت ایرلند در توکیو (به لاتین: Embassy of Ireland) یک منطقهٔ مسکونی و نمایندگی سیاسی این کشور در ژاپن است که در کوجیماچی واقع شده‌است.